# Marcelino Pérez
Marcelino Pérez Ayllón (Sabadell, 13 de agosto de 1955) é um ex-futebolista espanhol, que atuava com defensor.

## Carreira
Marcelino Pérez fez parte do elenco da Seleção Espanhola de Futebol da Copa do Mundo de 1978.